# Judy Weiss
Judy Weiss, pseudonimo di Judith Tudorica (Berlino, 31 maggio 1972), è una cantante tedesca, nota soprattutto come interprete di musical.

## Biografia
Dopo aver studiato canto e pianoforte, Judy Weiss ha intrapreso la strada del musical, dapprima recitando in piccoli ruoli, finché nel 1994 le è stata offerta la parte di Anita in West Side Story. Successivamente ha interpretato il ruolo di Machine in Space Nation e quello di Esmeralda (The Hunchback of Notre Dame).
Nel 1996 ha duettato con Andrea Bocelli nella versione italo-tedesca di Vivo per lei, ovvero Ich Lebe Für Sie.

## Vita privata
Ha una figlia, nata nel 2000.

## Discografia

### Singoli
- 1992 : Cinderella
- 1992 : Kirschen im Dezember
- 1993 : So wie ein Schmetterling
- 1993 : Weil Du wiederkommst...
- 1994 : Ach, lieber Gott
- 1995 : Schütz mich!
- 1995 : Weil ich Dich liebe
- 1995 : Vivo per lei - Ich lebe für sie (Duo avec Andrea Bocelli)
- 1996 : Wenn Du wüsstest...
- 1999 : Hypothetic
- 1999 : You and I
- 2001 : Could It Be Magic
- 2008 : Just Because I Love You
- 2008 : Music Was My First Love

### Album
- 1993 : Geh Deinen Weg
- 1995 : Schütz mich!
- 1999 : Something Real
- 2001 : Believe
- 2014 : Here I am
- 2023 : Alles was zählt